# Mont Temetiu
Der Mont Temetiu ist die höchste Erhebung der Insel Hiva Oa im Archipel der Marquesas in Französisch-Polynesien. Er liegt im Westen der Insel westlich des Hauptortes Atuona und erreicht eine Höhe von 1190 m über dem Meer. Somit ist Hiva Oa innerhalb der Marquesas nur knapp die dritthöchste Insel nach Nuku Hiva mit 1224 m und Ua Pou mit 1230 m. Die Erhebung ist vulkanischen Ursprungs und gehört zur „Marquesas linear volcanic chain“, die sich aus einem Hotspot der Pazifischen Platte gebildet hat und sich mit einer Geschwindigkeit von 103 bis 118 mm pro Jahr in Richtung Westnordwest bewegt.